# Rebbelberga distrikt
Rebbelberga distrikt är ett distrikt i Ängelholms kommun och Skåne län. 
Distriktet ligger nordost om Ängelholm. 

## Tidigare administrativ tillhörighet
Distriktet inrättades 2016 och utgörs av en del av området som till 1971 utgjorde Ängelholms stad i delen som före 1952 utgjorde Rebbelberga socken.
Området motsvarar den omfattning Rebbelberga församling hade 1999/2000.